# Bachl (Gemeinden Axams, Grinzens)
Bachl  ist ein Ort  im Inntal in Tirol. Er gehört als Ortschaft (gekennzeichnet als Rotte) zur Gemeinde Axams und als Ortsteil (gekennzeichnet als Dorf) zur Gemeinde Grinzens, beide Bezirk Innsbruck-Land.

## Geographie
Bachl liegt auf der südlichen Mittelgebirgsterrasse, südwestlich von Innsbruck, oberhalb von Kematen, auf etwa 900 m ü. A. am Sendersbach, einem Nebengewässer der Melach.
Der Ort liegt beiderseits des Bachs, der die Gemeindegrenze Axams–Grinzens bildet.
Der Ort umfasst um die 70 Gebäude, davon befindet sich der Gutteil in Grinzens. Zum Axamer Ortschaftsgebiet gehören auch die Ortslagen Gruben bachabwärts (weitere 20 Häuser) und Pafnitz oberhalb (um die 65 Häuser). In Grinzens ist der Übergang zu Bichl, einer Ortslage von Untergrinzens, fließend.
|  |

Nachbarorte und -ortschaften
|               |                                             | Zifres (Gem. Axams) |
| BichlGrinzens | Kompassrose, die auf Nachbargemeinden zeigt | Axams               |
|               | Pafnitz (Gem. Axams)                        |                     |